# فرودگاه سوگ
فرودگاه سوگ  (به انگلیسی: Sveg Airport) یک فرودگاه همگانی با کد یاتا EVG است که یک باند فرود آسفالت دارد و طول باند آن ۱۷۰۰ متر است. این فرودگاه در کشور سوئد قرار دارد و در ارتفاع ۳۵۹ متری از سطح دریا واقع شده است.